# Mariental
Mariental je grad u Namibiji u regiji Hardap.

## Zemljopis
Grad se nalazi u južnom dijelu središnje Namibije, na autocesti B1, 232 km sjeverno od Keetmanshoopa i 274 km jugoistočno od Windhoeka, s tim gradovima povezan je i željezničkom prugom. Leži na nadmorskoj visini od 1090 metara. Grad i okolno područje ima toplu, suhu klimu. U blizini grada nalazi se Hardap Dam najveća akumulacija u Namibiji.

## Povijest
Mariental je osnovan 1912. godine kao željeznička stanici između Windhoeka i Keetmanshoopa nazvana Maria po supruzi prvog kolonijalnog doseljenika na ovo područje Hermana Brandta. Status grada dobio je 1920. a općine 1946. godine. Kroz grad u smjeru juga protječe rijeka Fish koja je do izgradnje brane 1962. godine vrlo često poplavljivala grad. Unatoč izgradnji brane poplave su se događale 1972., dva puta 2000. i zadnji puta 2006. godine.

## Stanovništvo
Prema popisu stanovništva iz 2011. godine u gradu živi 12.300 stanovnika, dok je prosječna gustoća naseljenosti 315,1 stan./km².  Broj stanovnika za deset godina povećao se za oko 2.500.

## Pobratimljeni i gradovi prijatelji
- Windhoek, Namibija
- Zhengzhou, Kina